# Susegana
Susegana ist eine nordostitalienische Gemeinde (comune) mit 11.718 Einwohnern (Stand 31. Dezember 2023) in der Provinz Treviso in Venetien.
Die Gemeinde liegt etwa 20,5 Kilometer nördlich von Treviso und etwa 45 Kilometer nordnordwestlich von Venedig am Flüsschen Crevada, einem Nebenfluss des Monticano.

## Geschichte

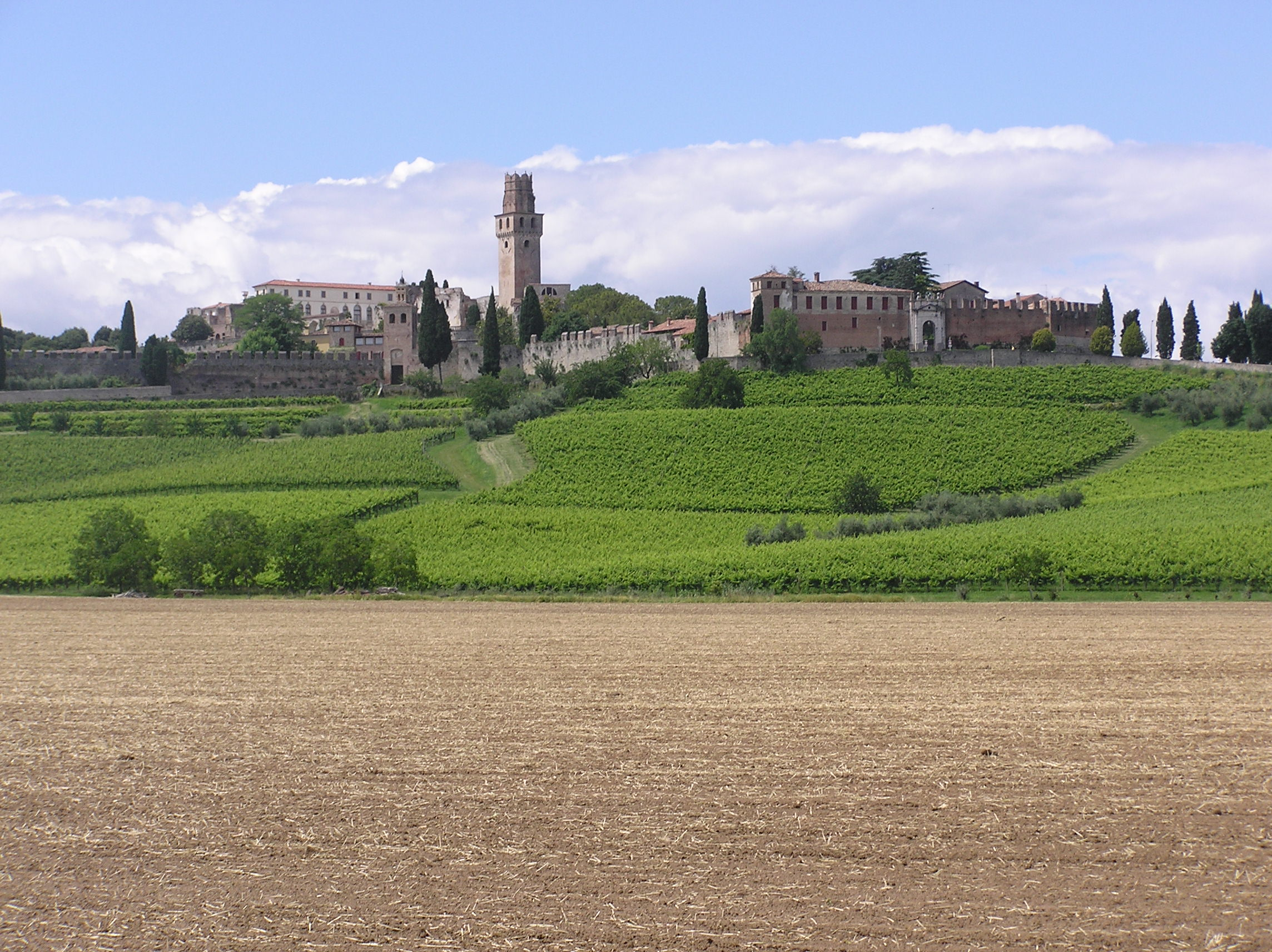
Das Castello di San Salvatore

Eine frühzeitliche Besiedlung, die in die Bronzezeit zurückreicht, ist auf Grund von archäologischen Funden nachweisbar. In der römischen Epoche durchquerte die Via Claudia Augusta das heutige Gemeindegebiet. Noch heute ist die Brücke von Susegana über den Piave erhalten. Auf den Hügeln wurden Festungen errichtet. Das heute noch erhaltene Castello di San Salvatore stammt aus dem Jahre 1323 und später und wurde durch die Herren von Treviso errichtet. Nach diesem wurde während der französischen Besatzungszeit die Gemeinde San Salvador begründet. Später erfolgte die Umbenennung in Susegana.
Während des Ersten Weltkriegs wurde das Zentrum des Ortes zerstört, darunter auch die Kirche San Giorgio. Die Kirche Visitazione della Beata Vergine enthält ein Altarbild von Giovanni Antonio da Pordenone und 1984 bei Restaurierungsarbeiten entdeckte Fresken aus dem 15. Jahrhundert.

## Verkehr
Susegana liegt an der Strada Statale 13 Pontebbana. Eine Bahnstation wird von Zügen auf der Bahnstrecke von Venedig nach Udine bedient. Die frühere Bahnstrecke von Montebelluna nach Susegana (Eröffnung 1916) ist seit 1966 eingestellt.